# Леелинасаура
Леелинасаура (лат. Leaellynasaura) су род диносауруса који су описали Патриша Викерс-Рич (енгл. Patricia Vickers-Rich), палеонтолог са мелбурншког Музеја Викторије и њен супруг и дали му назив по својој кћерки. Живео је пре отприлике 110 милиона година.

## Откриће
Фосили овог диносауруса су откривени у Аустралији (држава Викторија) у Заливу диносауруса на југоисточном делу континента уз саму обалу. У доба када је овај гмизавац живео, Аустралија је припадала антарктичкој области, где су зиме биле веома хладне, са температурама испод нуле и мрачне.

## Карактеристике
Леелинасаура је био двоножни биљојед који је у крдима настањивао пошумљене равнице. Зуби су му се међусобно оштрили. Имао је крупне очи и добар вид. Ова чињеница, као и релативно крупан мозак животиње упућују на теорију да је могуће била топлокрвна. Тако је могла да буде активна током целе године, самим тим и зими, када је светлост била слабија. Можда је имала и перјани прекривач. Била је величине ноја, до 3 м дужине.